# Катастрофа Ил-14 под Нухой
Катастрофа Ил-14 (Avia 14) под Нухой — авиационная катастрофа пассажирского самолёта Авиа-14П (Ил-14П) компании Аэрофлот, произошедшая в субботу 13 февраля 1965 года в Нухинском районе, при этом погибли 23 человека.

## Самолёт
Avia-14P (обозначение Ил-14П чехословацкого производства) с заводским номером 602112 и серийным 02-12 был выпущен заводом Avia (Прага, Чехословакия) 23 марта 1957 года. Авиалайнер продали в Советский Союз Главному управлению гражданского воздушного флота, где он получил регистрационный номер СССР-Л2003 и был направлен в Бакинский объединённый авиаотряд (107-й лётный отряд) Азербайджанского территориального управления гражданского воздушного флота. В 1959 году в связи с перерегистрацией бортовой номер сменился на CCCP-52003. Общая наработка самолёта составляла 12 949 лётных часов.

## Экипаж
- Командир воздушного судна — Тарасов Анатолий Михайлович
- Второй пилот — Аллавердов Павел Сергеевич
- Бортмеханик — Погорелов Юрий Григорьевич
- Бортрадист — Сучилин Анатолий Ильич

## Катастрофа
Авиалайнер должен был выполнить регулярный пассажирский рейс А-3 по маршруту Баку—Нуха—Закаталы—Белоканы, однако погодные условия на первом участке полёта были сложными, поэтому было дано разрешение следовать только до Евлаха, где борт 52003 и приземлился в 09:16. В Евлахском аэропорту экипаж получил данные о фактической погоде, а также разрешение от диспетчера из аэропорта Нуха, что там согласны принять самолёт. Тогда в 10:08 с 19 пассажирами и 4 членами экипажа на борту рейс 3 вылетел в Нуху, которая расположена в 70 километрах к северу от Евлаха. Вскоре с самолёта доложили о занятии эшелона 1100 метров и следовании по правилам визуальных полётов. Затем была установлена связь с аэропортом в Нухе и запрошена информация о погоде. Диспетчер передал, что на небе сплошная облачность с нижней границей 500—600 метров, ниже которой расположена гряда разорванной облачности с нижней границей 400 метров. Далее диспетчер спросил у экипажа, может ли он выполнять визуальный полёт, на что был дан положительный ответ. В 10:20, когда с момента вылета прошло 12 минут, диспетчер вновь вызвал самолёт, но на сей раз ему уже не ответили. После нескольких безуспешных попыток связаться с бортом 52003 были начаты его поиски. Вскоре полностью разрушенный авиалайнер был обнаружен на склоне в предгорье Главного Кавказского хребта на высоте 680 метров над уровнем моря и в паре километров к северу-северо-западу от селения Ширинбулак (Нухинский район). Место катастрофы находилось в 42 километрах к северу от Евлахского аэропорта, примерно в 24 километрах к юго-востоку от Нухи и в 5 километрах справа от маршрута полёта. Все 23 человека на борту погибли.

## Причины
Как было установлено следственной комиссией, когда экипаж доложил о занятии высоты 1100 метров (примерно 10:16), на самом деле самолёт летел на высоте 1000 метров, то есть на сотню метров ниже. Но и на этой высоте лайнер следовал совсем недолго, так как экипаж начал снижение перед посадкой в Нухе и через три минуты после радиообмена с диспетчером уже опустился до 700 метров. Продолжая следовать с постепенным снижением, ещё через три минуты в 10:22 борт 52003 на высоте 680 метров врезался в склон горы высотой 821 метр.
Виновником катастрофы был назван командир экипажа Тарасов, который нарушил правила визуальных полётов, начав снижение раньше времени и опустившись под установленную для данного района безопасную высоту. В некоторой степени это было вызвано тем, что проведённая в аэропорту Евлах подготовка к полёту не была выполнена в полном объёме.